# Sztorm na morzu (obraz Andriesa van Eertvelta)

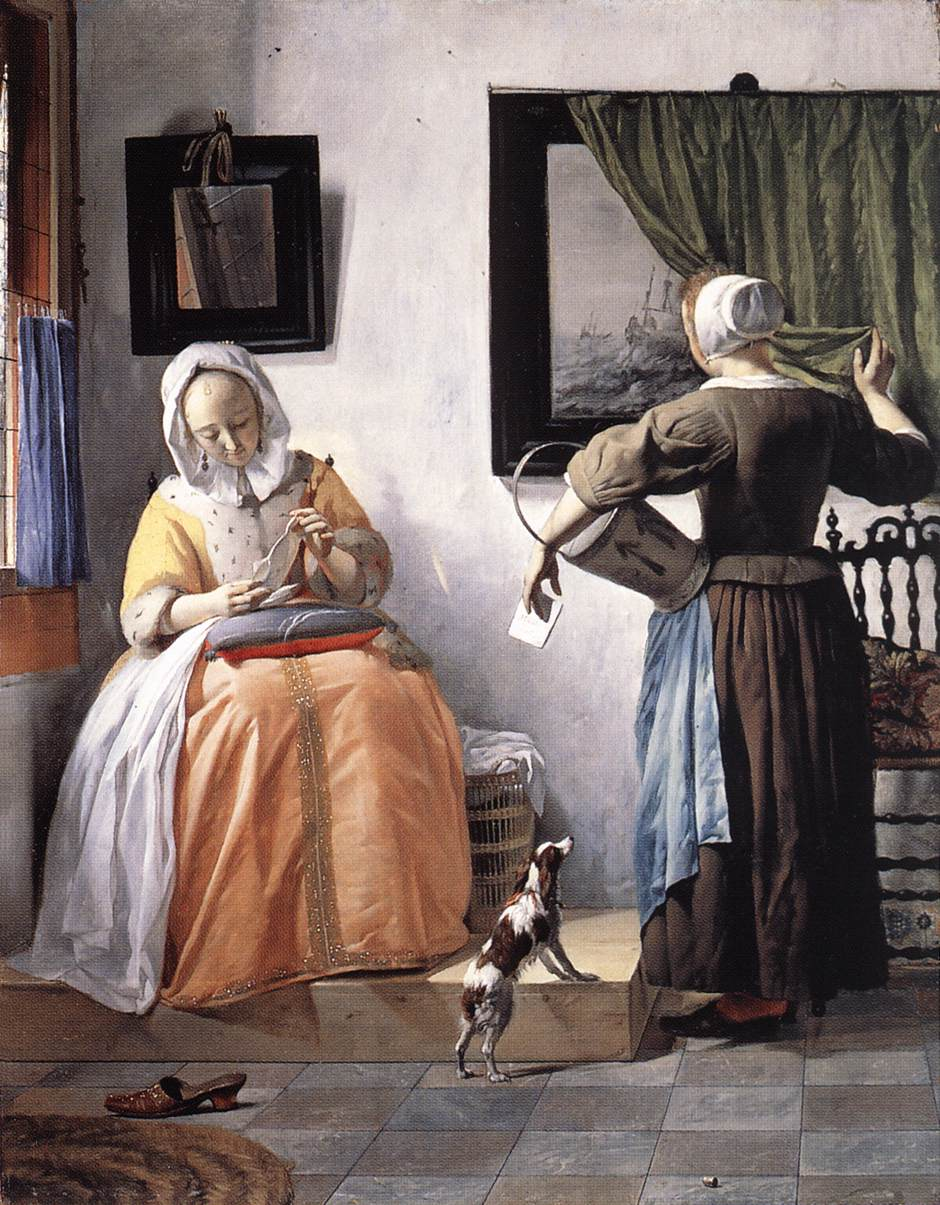
Gabriel Metsu, Kobieta czytająca list, 1662

Sztorm na morzu – obraz olejny flamandzkiego malarza Andriesa van Eertvelta.

## Opis obrazu
Obraz przedstawia scenę sztormu na morzu i walczący z nim statek. W centralnej części kompozycji widoczny jest trójmasztowiec, typowy dla XVII wiecznej holenderskiej handlowej floty dalekomorskiej, fluita. Na jego rufie znajduje się godło, złoty lew w spięciu, Republiki Zjednoczonych Prowincji Niderlandów oraz bandera i proporczyki na maszcie. Do statku zbliża się szalupa z rozbitkami z innego tonącego statku, widocznego w prawym dolnym rogu kompozycji. Obraz oceanu, zajmujący jedną trzecią kompozycji, utrzymany jest w szaro stalowych barwach; pozostałą część zajmuje zachmurzone szare niebo z jasnoniebieskimi prześwitami. Jedynym żywym akcentem kolorystycznym jest czerwona postać rozbitka uczepionego masztu tonącego okrętu.
Według historyka i kustoszki wrocławskiego Muzeum Narodowego Bożeny Steinborn, dramatyczne przedstawienie sceny, przede wszystkim „gwałtowność piętrzących się fal, wichura rozrywająca chmury na niebie, tragedia rozbitków i jej ciemny, zielono-czarny, stalowy i brązowy koloryt” wskazuje na autorstwo van Eertvelta, a jego pracę można datować na okres przed powrotem malarza do Antwerpii w 1630 roku.

## Interpretacja
Prekursorem scen marynistycznych był XV wieczny artysta niderlandzki Rogier van der Weyden. Sceny te pojawiały się w tle jego prac i nawiązywały do sukcesów gospodarczych Niderlandów i potęgi morskiej. Obrazy o tej tematyce chętnie pojawiały się w rezydencjach wszystkich osób związanych z morzem: od admirałów po przedstawicieli zaoceanicznych kompanii handlowych. Prócz znaczenia chwały nabierały treści symbolicznych. Na obrazach przedstawiających wnętrza domu miały kluczowe znaczenie interpretacyjne i wskazywały na niebezpieczeństwa; „czy żona dochowa wierności mężowi, a ten cały i zdrowy powróci z wyprawy wojennej – zadawano sobie pytanie, spoglądając na czytającą list”.
Treść obrazu może nawiązywać również do wojen hiszpańsko-holenderskich, toczonych do 1648 roku.

## Proweniencja
Obecnie obraz jest przechowywany w Muzeum Narodowe we Wrocławiu (nr inw.VIII-659), do którego został przekazany ze Składnicy Muzealnej w Szklarskiej Porębie w 1954 roku.